# 平扎诺-阿尔塔利亚门托
平扎诺-阿尔塔利亚门托（義大利語：Pinzano al Tagliamento），是意大利弗留利-威尼斯朱利亚大区波代诺内省的一个市镇。总面积21.75平方公里，人口1598人，人口密度73.5人/平方公里（2009年）。ISTAT代码为093030。